# Лубна (приток Дона)
Лубна́ (Сухая Лубна) — река в Липецком, Лебедянском и Задонском районах Липецкой области. Длина реки — 28 км. Площадь водосборного бассейна — 355 км².
Впервые упоминается в 1650 году.
Основная часть названия гидронима происходит, вероятно, от слова луб — кусок коры липы, вяза и некоторых других лиственных деревьев вместе с волокнистой внутренней частью. А Сухая потому, что уже длительное время в ней практически не видно воды — речка пересохла и набирается только весной во время половодий.
На Лубне также есть сёла Сухая Лубна и Каменная Лубна. Кроме того, ближе к устью находится один из участков заповедника «Галичья Гора» — «Быкова Шея».